# Долгоносик свекловичный чёрный
Долгоносик свекловичный чёрный (лат. Psalidium maxillosum) — вид долгоносиков-скосарей из подсемейства Entiminae.

## Описание
Жук длиной 5,5—9 мм. Тело имеет чёрную окраску, весь покрыт более или менее равномерно совершенно округлыми чёрными чешуйками, на переднеспинки они не скрывают редкой, сравнительно крупной пунктировки, на надкрыльях образуют плоскую скульптуру, которая тоже не скрывает большие и редкие точки на бороздках. Головотрубка отделена ото лба резкой бороздкой. Глаза очень выпуклые.

## Экология
Жук — полифаг. Личинка жука вредит многим культурным растениям.